# Lorna Luft

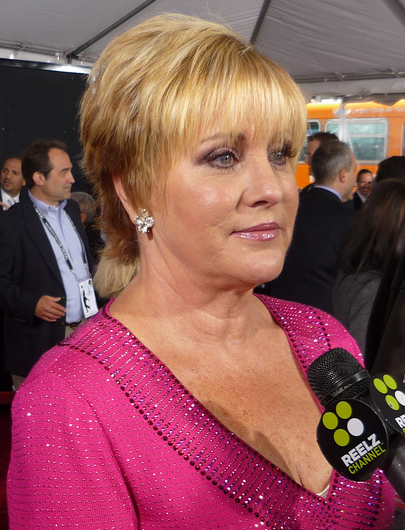
Lorna Luft (2010)

Lorna Luft (* 21. November 1952 in Santa Monica, Kalifornien) ist eine US-amerikanische Sängerin, Schauspielerin und Autorin.

## Leben
Lorna Luft ist die Tochter von Judy Garland und Sidney Luft. Sie wuchs gemeinsam mit ihrer Halbschwester Liza Minnelli und ihrem jüngeren Bruder Joey Luft in Hollywood auf, bis ihre Eltern sich 1965 scheiden ließen. Lorna begann sich zu diesem Zeitpunkt intensiv um ihre drogenabhängige Mutter zu kümmern und reiste mit ihr von Konzerttournee zu Konzerttournee. Sie trat gemeinsam mit ihrem Bruder bei Konzerten ihrer Mutter auf und versuchte sich nach dem Tod ihrer Mutter 1969 wie ihre ältere Halbschwester als Sängerin und Schauspielerin im Showgeschäft. Sie spielte zwar in einigen Broadway-Shows und wenigen Filmen, hatte jedoch keinen vergleichbaren Erfolg. Lorna Luft ist seit 1996 zum zweiten Mal verheiratet und hat zwei Kinder, einen Sohn und eine Tochter, aus erster Ehe. 1998 veröffentlichte sie ihre erfolgreiche Autobiografie unter dem Titel Me and my Shadows: Living with the Legacy of Judy Garland, die 2001 für das amerikanische Fernsehen mit Judy Davis als Judy Garland verfilmt wurde.
Im März 2018 brach sie während einer Vorstellung in London auf der Bühne zusammen. Der diagnostizierte Gehirntumor konnte kurz darauf operativ entfernt werden.

## Filmografie (Auswahl)
- 1963: Bretter, die die Welt bedeuten (I Could Go on Singing)
- 1975: Ein Sheriff in New York (McCloud; Fernsehserie, 1 Folge)
- 1982: Grease 2
- 1984: Beach Parties - Sonne, Sex und Sunnyboys (Where the Boys Are)
- 1985: Twilight Zone (Fernsehserie, 1 Folge)
- 1985–1986: Trapper John, M.D. (Fernsehserie, 19 Folgen)
- 1985/1990: Mord ist ihr Hobby (Murder, She Wrote; Fernsehserie, 2 Folgen)
- 1995: Die Nanny (The Nanny; Fernsehserie, 1 Folge)
- 1998: My Giant – Zwei auf großem Fuß (My Giant)
- 1998: Studio 54
- 2014: Sean Saves the World (Fernsehserie, 1 Folge)

## Publikationen
- 1999: Me and My Shadows: A Family Memoir, Gallery Books, ISBN 978-0-6710-1900-6